# İslahiye (district)
İslahiye is een Turks district in de provincie Gaziantep en telt 66.083 inwoners (2007). Het district heeft een oppervlakte van 817,7 km².
De bevolkingsontwikkeling van het district is weergegeven in onderstaande tabel.
| 1997   | 2000   | 2007   |
| ------ | ------ | ------ |
| 80.754 | 79.011 | 66.083 |